# Aurora Picornell Femenias
Aurora Picornell Femenias (Palma, 1 d'octubre de 1912 - Manacor, 5 de gener de 1937) va ser una comunista, feminista i sindicalista, molt activa a Mallorca, València, Eivissa i Menorca durant la Segona República. Fou assassinada als 24 anys per un escamot falangista la Nit de Reis de 1937 i des de llavors esdevingué un referent del comunisme; i un símbol per l'antifeixisme i l'esquerra política mallorquina.

## Vida i obra
Aurora Picornell Femenias va néixer al barri del Molinar de Palma, l'1 d'octubre de 1912, filla del fuster comunista Gabriel Picornell Serra i de Joana Femenias Coll. Era la sisena de set germans, dins una família de classe treballadora que quedaria mutilada pel cop d'estat franquista: son pare i els seus germans Ignasi i Gabriel també foren assassinats, mentre que els germans Joan i Llibertat, embarcats el 18 de juliol de 1936 cap a les Olimpíades Populars de Barcelona, pogueren salvar la vida. Llibertat va viure a l'exili. Joan fou internat en un camp de concentració nazi durant la Segona Guerra Mundial i morí poc després de ser alliberat. Aurora deixà una filla, Octubrina Roja Quiñones Picornell (1934-1969), rebatejada Francesca pel franquisme, qui tingué dues filles.
A 14 anys començà a treballar com a sastressa i aviat s'implicà en la política. El primer escrit conegut d'Aurora Picornell és la introducció, signada a 16 anys, juntament amb Glòria Vilalta, de Barcelona, i Evangelina Cáceres, de Granada, del llibre editat a Mallorca per la feminista i espiritualista granadina Margarita Leclerc Herreros, La mujer, ¿es superior al hombre? Estudio dividido en tres meditaciones (1928). Aurora coneix Margarita Leclerc, resident a l'Arenal de Palma, probablement per mediació d'Ateu Martí, comunista i maçó, que també la introdueix dins la Lliga Laica, de la qual és l'única dona i vocal de la Junta des de 1930.
Reconeguda per les seves intervencions públiques en la Lliga Laica, Aurora comença el gener de 1931, amb 18 anys, la seva col·laboració regular al setmanari Ciutadania del Partit Republicà Federal, i impulsà la revista Concepción Arenal, centrada a promoure la figura de l'escriptora feminista gallega. L'abril del mateix any també inicia els seus articles al setmanari comunista Nuestra Palabra, primer sota el pseudònim «Amanecer», en què reflecteix les condicions de vida de les treballadores, estimulant la formació de societats de defensa i la sindicació, cosa que ella fa, al mateix temps, directament, organitzant el sindicat de sastresses.
L'estiu de 1931 ingressà al Partit Comunista d'Espanya (PCE) després d'uns primers mesos de militància en la Joventut Republicana Federal. Durant els anys 1932-1933 es trasllada a València amb el seu company Heriberto Quiñones, càrrec responsable del PCE i agent de la Komintern. Allà actua sota el nom d'«Amparo Pinós», escollit segons la tradició de fer servir un nom de guerra amb les mateixes inicials que el nom legal.

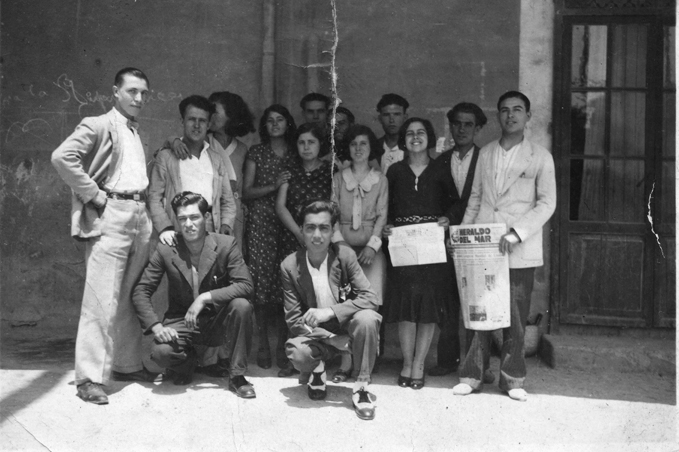
Aurora, tercera per la dreta, mostra un exemplar de Nuestra Palabra.

A la tornada a Mallorca, l'any 1934, amb Quiñones empresonat per la repressió de l'Octubre asturià el mateix any que neix la seva filla, Aurora intensifica la seva activitat política. Es desplaça a Menorca, i en queden com a testimoni diversos articles a Nuestra Palabra, i organitza a Mallorca el sector femení del PCE.
La repressió que segueix a la Revolució d'Astúries de 1934, veu intensificar la seva activitat. L'octubre de 1935 és detinguda i empresonada per vendre i difondre premsa comunista –i en segueixen articles explicant les condicions de vida dins la presó. La lluita per l'amnistia als represaliats d'Astúries, la direcció de l'organització local del Socors Roig internacional, la preparació de la unitat popular per a les eleccions de febrer del 1936, la responsabilitat de l'edició de Nuestra Palabra i la incorporació de les dones a la lluita sindical i política centren la seva acció, amb nombrosos articles i mítings arreu de Mallorca, troba el punt àlgid en el míting del 8 de març, Dia de la Dona Treballadora, del 1936, a la Casa del Poble de Palma, on, per primera vegada, un acte multitudinari que reuneix milers de persones està presidit exclusivament per dones, representant les sensibilitats d'un Front Popular que acaba de guanyar les eleccions.
Simultàniament a la seva activitat pública, Aurora, amb Joan Mercant Rabassa, també comunista, ensenyen als vespres a llegir i escriure els infants sense escola del barri dels Socors de Palma.
Segons algunes fonts, el 18 de juliol de 1936 va fer part del grup de militants del Front Popular que exigiren al governador civil de les Illes Balears, Antonio Espina, que distribuís armes als obrers per a fer front al cop d'estat contra la República. Fou detinguda el 19 de juliol, possiblement en les proximitats de la Casa del Poble de Palma.
Tancada a la presó Provincial de Palma (o «dels Caputxins»), el novembre fou traslladada, amb la resta de dones, a la presó de Can Sales. Encara que era una de les preses més joves, la seva veu i les seves anàlisis eren molt reconegudes entra la resta de preses, gràcies a la seva profunda politització. També fou una de les poques preses que plantà cara a l’obligatorietat d'assistir a missa. La nit del 5 al 6 de gener de 1937 fou treta juntament amb les seves companyes del PCE Catalina Flaquer, les seves filles –Antònia i Maria Pascual– i Belarmina González. Les cinc dones –conegudes com les Roges del Molinar– van ser vexades i assassinades al cementiri de Son Coletes, de Manacor. Els seus companys també foren assassinats entre 1936 i 1942: Lluís Montero Ramírez, company d'Antònia Pascual, Josep Julià Jaume, company de Maria Pascual i Heriberto Quiñones, company d'Aurora Picornell.
Circularen nombrosos relats al voltant dels darrers moments de la seva vida i del seu assassinat, que estava embarassada, que plantà cara als assassins i que un falangista anomenat Mateu exhibí l'endemà la seva roba interior ensangonada en un bar del Molinar.

## Reconeixement i memòria

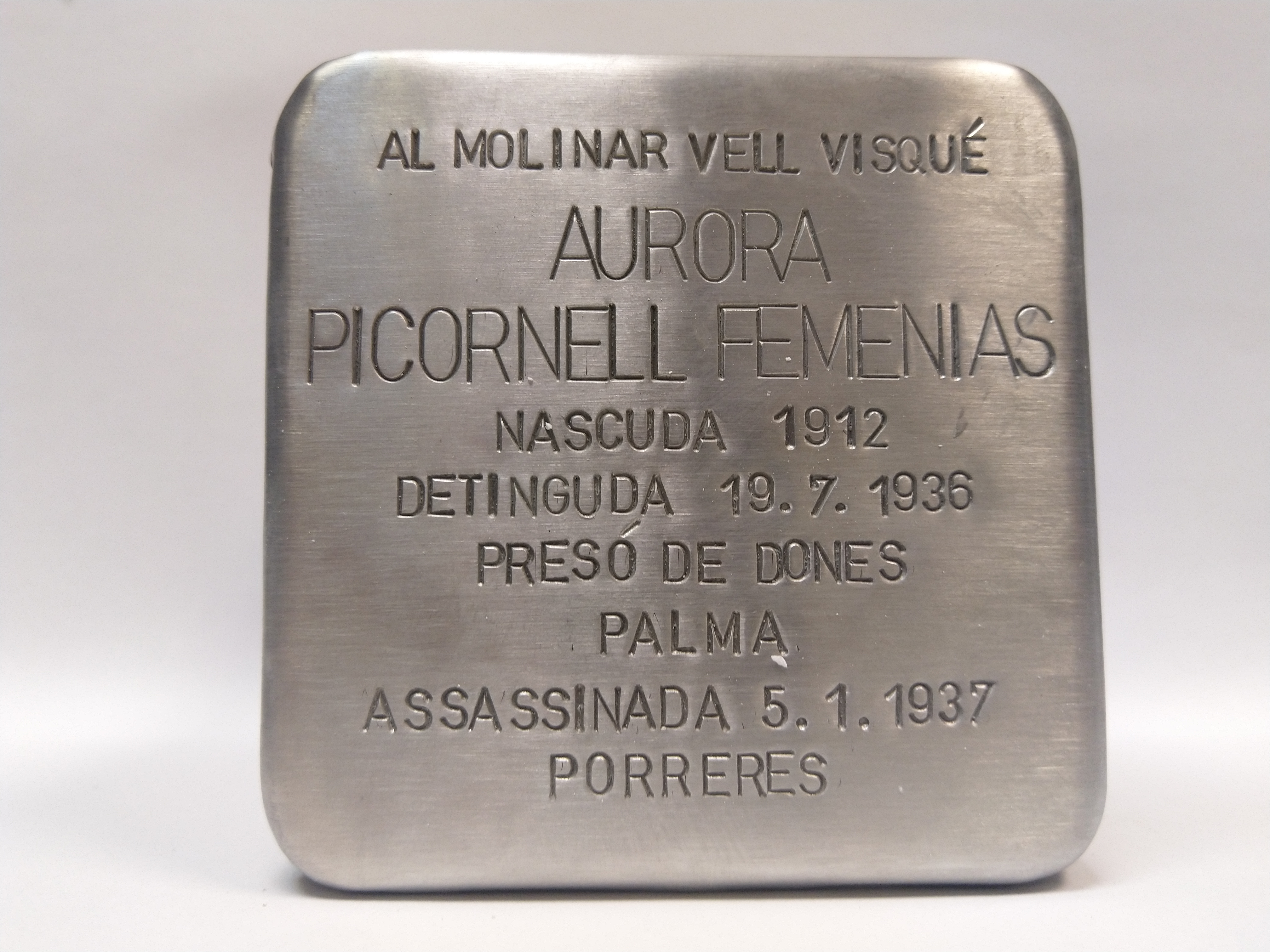
Pedra de la memòria Aurora Picornell.

Molt recentment, Aurora Picornell ha esdevingut un dels principals símbols de l'esquerra a Mallorca. Encara que va ser durant la Guerra Civil i el franquisme quan el Partit Comunista ja reclamava la seva rellevància i publicaren articles d'homenatge a la seva figura en la premsa antifranquista. El 1978 tingué lloc un homenatge popular organitzat pel PC al cementeri de Porreres, on es creia que havia estat enterrada; el 1987 se li dedicà un carrer al barri del Molinar i el 1994 s'inaugurà l'Institut d'Ensenyament Secundari Aurora Picornell al barri de la Soledat, de Palma. L'any 2012 es feren públics els seus escrits publicats entre 1930 a 1936, amb una reedició l'any 2017 per donar llum a nous documents localitzats, endavantat la seva escritura a 1928. El recull s'edità juntament amb els escrits d'altres dones a Mallorca en defensa de les treballadores. No va ser fins al novembre del 2016 quan s'iniciaren les obres d'exhumació de la fossa de Porreres on es varen identificar les restes del pare d'Aurora, Gabriel Picornell.
L'any 2017, quan es van complir 80 anys del seu assassinat, va ser nomenada per unanimitat Filla Predilecta de l'Illa de Mallorca. El 4 març de 2019 les institucions (Ajuntament i Consell Insular) inauguraren un bust d'Aurora Picornell al Born del Molinar per a «recordar la seva figura», mancant encara a l'escrit que l'acompanya que Aurora Picornell fou "comunista".
El 2021, el Govern de les Illes Balears, s'adherí al Projecte Internacional Stolpersteine/Pedres de la Memòria per fer homenatge a les víctimes del franquisme a les Illes Balears amb la instal·lació de prop d'un centenar de llambordes entre les quals n'hi ha una dedicada a recordar Aurora Picornell.
L'octubre del 2022 fou finalment descartada la hipòtesi que es trobava enterrada a la fossa de Porreres. S'anunciá finalment que les seves restes havien estat trobades en una fossa comuna del cementiri manacorí de Son Coletes. Una de les 5 dones de la fossa del cementiri de Son Coletes (Manacor) coincidien amb l'ADN de Picornell, gràcies al fet que es van poder comparar amb les del seu germà Ignasi. De la resta de cossos no se'n varen poder anunciar coincidències genètiques amb les altres integrants de les Roges del Molinar.
L'esquelet d'Aurora Picornell estava ben conservat i presentava cinc forats per trets d'arma de foc: tres al cap –un per l'occipital, un per la templa dreta i a la zona facial esquerra–, un al pit i un altre a un braç. Les restes també revelaren una fractura al peroné dret. Amb les restes també es va trobar una ploma estilogràfica jaspiada, que estava en el tòrax dret i que enllaça amb la seva dedicació d'escriptora.
El 18 de juny de 2024, durant un ple en el qual es debatia sobre la Llei de Memòria Democràtica Balear, Gabriel Le Senne, aleshores president del Parlament de les Illes Balears i membre de Vox, va estripar una fotografia d'Aurora Picornell i va expulsar dues diputades que mostraven imatges de Picornell. Les associacions memorialistes van condemnar els fets i van exigir la dimissió del president, considerant l'actuació un delicte d'odi.